# Glu Mobile
Glu Mobile – amerykański producent gier komputerowych z siedzibą w San Mateo w Kalifornii. Firma została założona w 2001 roku i zajmuje się produkcją gier przeznaczonych na telefony komórkowe.

## Gry wyprodukowane
- 2003 – Fox Sports Boxing
- 2004 – Fox Sports Track & Field '04, Fox Sports Soccer '04, Fox Sports Hockey '04, Fox Sports Football '05, Samurai Jack: Samurai Showdown
- 2005 – Inuyasha, Driver: Vegas, Ancient Empires II, Simon, Tom and Jerry: Food Fight, Jamaican Bobsled, Fox Sports Football '06, Mr. & Mrs. Smith
- 2006 – Marc Ecko's Getting Up: Contents Under Pressure, Dominoes Deluxe
- 2007 – Brain Genius
- 2008 – Age of Empires III, Bonsai Blast
- 2009 – Glyder, Deer Hunter 3D, World Series of Poker: Hold'em Legend
- 2010 – How to Train Your Dragon: Flight of the Night Fury, Glyder 2, Deer Hunter: African Safari